# دارسی مارکوارت
دارسی مارکوارت (انگلیسی: Darcy Marquardt؛ زادهٔ ۲۲ مهٔ ۱۹۷۹) قایقران روئینگ اهل کانادا است.